# 후안 우리베
후안 세스페데스 우리베 테나(스페인어: Juan Cespedes Uribe Tena, 후안 유리베, 1979년 3월 22일~)는 도미니카 공화국 출신의 전직 프로 야구 선수로, 메이저 리그 베이스볼(MLB)에서 활약했다. 현역 시절에는 콜로라도 로키스, 시카고 화이트삭스, 샌프란시스코 자이언츠, 로스앤젤레스 다저스, 애틀랜타 브레이브스, 뉴욕 메츠, 클리블랜드 인디언스에서 뛰었다. 신체 조건은 키 180 cm(6 피트), 몸무게 104 kg(230 파운드)이며, 우투우타이다.
1997년 콜로라도 로키스와 계약해 프로 경력을 시작했다. 마이너 리그를 거친 뒤 2001년 로키스에서 메이저 데뷔를 했다. 2001년부터 유격수로 출전했으며 2002년에는 주전으로 발돋움했다. 그러나 2003년 부상으로 절반 밖에 경기에 나서지 못했고 시즌 후 시카고 화이트삭스로 트레이드되었다. 이적 첫 해 유틸리티 플레이어로 출전하다 2005년부터 주전 유격수를 꿰찼고, 그해 소속팀 화이트삭스는 휴스턴 애스트로스를 월드 시리즈에서 꺾고 우승을 차지했다. 이후 3년 동안 화이트삭스에서 주전으로 활약했다. 2006년에는 21홈런을 쳐냈으나 낮은 출루율을 기록했고, 2007년에는 20홈런을 쳐냈지만 득점권 상황에서의 타율(RISP)이 저조했다. 2008년 주전 유격수 자리를 오를란도 카브레라에게 내주고 유틸리티 역할로 돌아갔다.
2009년 샌프란시스코 자이언츠와 계약해 유틸리티 플레이어로 뛰었다. 2010년 시즌 주로 유격수로 출전해 커리어 하이인 24홈런을 때려냈고, 소속팀 자이언츠가 진출한 월드 시리즈에서 중요한 고비마다 안타를 기록해 우승에 크게 이바지했다. 시즌 후 로스앤젤레스 다저스와 3년 계약을 맺었으나 첫 두 시즌에서 부상과 타격 부진으로 많은 경기에 출장하지 못했다. 하지만 2013년과 14년 시즌 주전 자리를 되찾아 다시금 팀에 중요한 역할을 했다. 2015년 5월 말에 애틀랜타 브레이브스로 트레이드되었다가 다시 같은 해 7월 뉴욕 메츠로 트레이드되었다. 2016년 시즌 클리블랜드 인디언스를 마지막으로 은퇴했다.

## 어린 시절
도미니카 공화국 페라비아주의 도시인 바니에서 태어났다. 자라면서 야구에 흥미를 갖게 됐는데 이는 부분적으로 호세 우리베의 영향을 받은 것이었다. 호세는 후안 우리베의 둘째 사촌형으로, 실제로는 나이 차이 때문에 후안이 그를 삼촌으로 불렀다. 메이저 리그 베이스볼(MLB) 비시즌 때면 호세는 고향으로 돌아와 후안에게 샌프란시스코 자이언츠에서 유격수로 뛰는 것에 대한 이야기를 해주었다. 후안 또한 야구를 잘했다. 1997년 콜로라도 로키스 스카우트 조지 포사다 시니어가 투수 에네멘시오 파체코를 스카우트하다가 그를 발견했다. 스카우트는 5000달러 계약을 제안했지만, 우리베와 우리베의 아버지는 적은 금액이라고 생각하고 그 이상의 금액을 요구했다. 하지만 결국 그 가격에 계약을 맺었다.

## 프로 야구 경력

### 마이너 리그 경력
도미니칸 서머 리그(DSL)의 DSL 로키스에서 뛰면서 프로 경력을 시작했다. 1998년과 1999년에는 루키 레벨인 애리조나 루키 리그와 사우스 애틀란틱 리그의 싱글 A팀 애슈빌 투어리스츠에서 뛰었다. 애슈빌에서 타율 .392와 28개의 2루타, 15경기 연속 안타를 기록했다. 2000년 캐롤라이나 리그의 싱글A 어스밴스드 팀 세일럼 아발란체에서 뛰면서 .256의 타율과 13홈런을 기록했다. 시즌 후 베이스볼 아메리카에서 그를 로키스에서 전체 2위 유망주로 선정했다. 2001년 메이저로 콜업되었다.

### 콜로라도 로키스

#### 2001년: 루키 시즌
2001년은 루키 시즌으로 로키스에서 72경기를 뛰면서 .300의 타율과 8개의 홈런, 53타점을 기록했고, 11개의 3루타로 네이피 페레즈와 후안 피에르가 세웠던 팀 기록과 타이를 이뤘다. 4월 8일 메이저 리그에 대타로 데뷔해 제이 위타식을 상대로 삼진을 당했고, 팀은 샌디에이고 파드리스를 상대로 11-3으로 패했다. 3일 뒤 세인트루이스 카디널스와의 경기에서 맷 모리스를 상대로 메이저 리그 데뷔 첫 안타를 쳐냈고, 팀은 3-1로 패했다. 시즌 중에 여러 차례 빅 리그와 퍼시픽 코스트 리그의 트리플 A팀 콜로라도스프링스 스카이삭스 사이를 왔다갔다 했지만 7월 25일 주전 유격수 페레즈가 트레이드되면서 선발 라인업에 이름을 올리기 시작했다. 8월 2일 필라델피아 필리스와의 경기에서 데이브 코긴을 상대로 메이저 리그 첫 홈런을 쳐냈고, 팀은 4-2로 패했다. 10월 7일 샌디에이고 파드리스와의 경기에서 한 이닝에 2안타, 2개의 장타, 6누타수를 기록하며 이전에 다른 메이저 리그 세 팀이 세웠던 기록과 타이를 이뤘다.

#### 2002년
2002년에 첫 메이저 풀타임 시즌을 보냈다. 150경기에서 유격수로 출장해 .240의 타율, 6홈런, 49타점, 25개의 2루타를 기록했다. 4월과 5월 사이에는 커리어 하이인 17경기 연속 안타를 기록했다. 하지만 5월에서 8월까지 타격 슬럼프에 빠졌고, 수비에서도 허점을 드러내며 팀 내 1위인 27실책을 기록했다. 시즌 후반에는 타격에서 나아진 모습을 보여주었다. 특히 9월 17일 로스앤젤레스 에인절스 오브 애너하임과의 경기에서 개인 한 경기 최다 안타와 같은 수의 4안타를 기록했는데, 사이클링 히트에 홈런이 하나 부족했다.

#### 2003년
스프링 트레이닝 기간이던 3월 1일, 경기 중 베이스를 돌다 당한 부상으로 6월 3일까지 출전하지 못했다. 부상에서 복귀한 첫 경기에서 클리블랜드 인디언스의 리카르도 로드리게스를 상대로 2홈런을 기록했다. 외야수로도 경기에 나서기 시작했으며, 6월 15일에는 중견수로 선발 출장했다. 하지만 호세 에르난데스가 트레이드된 이후에는 유격수로 되돌아왔다. 87경기에서 타율 .253, 80안타, 19 2루타, 10홈런, 33타점을 기록했다. 시즌 후인 12월 2일 아론 마일스의 상대로 시카고 화이트삭스에 트레이드되었다.

### 시카고 화이트삭스

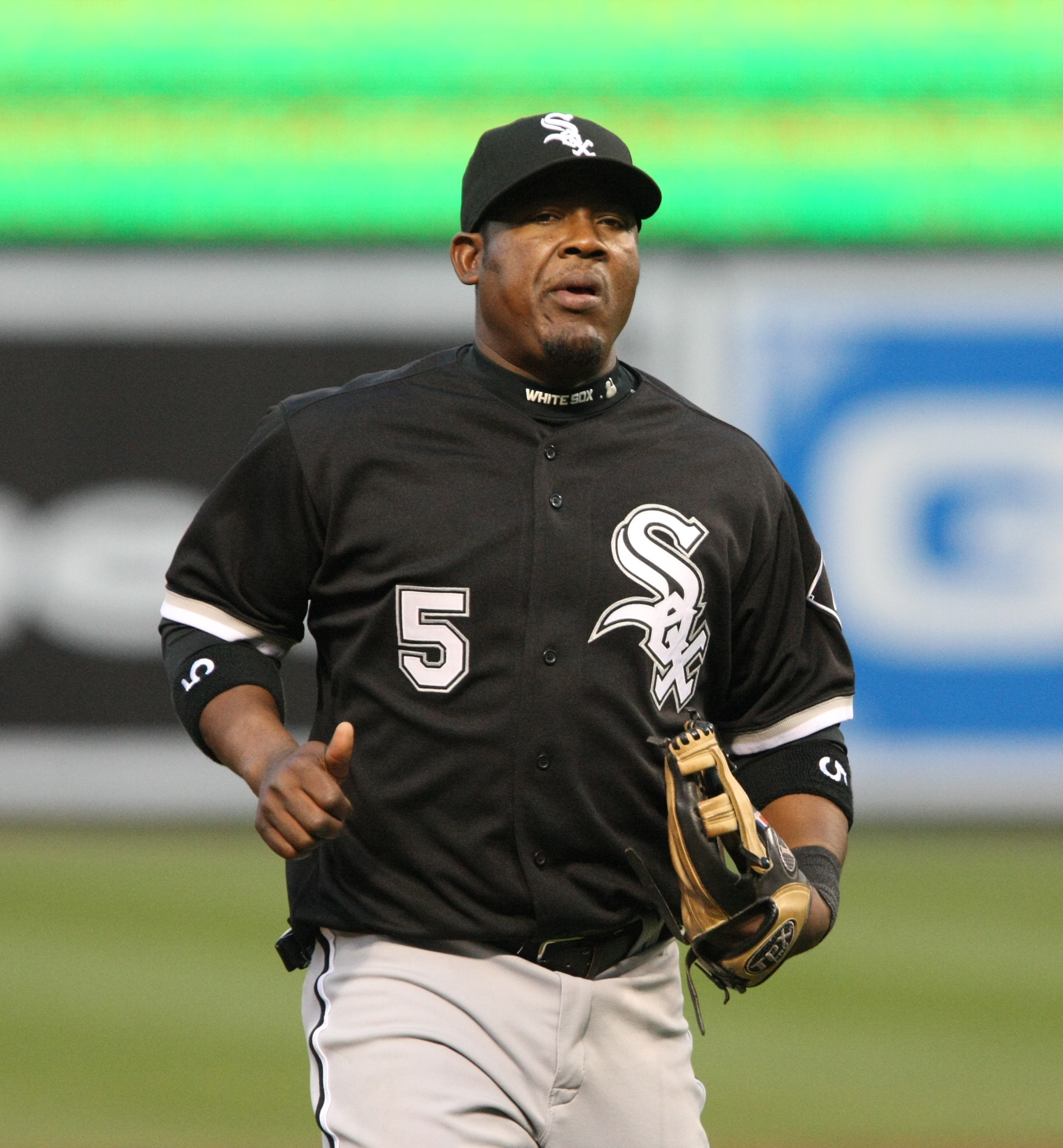
2008년 화이트삭스 시절.

#### 2004년
시즌 초반에 주전 자리를 얻진 못했지만, 2004년 시즌 2루수, 유격수, 3루수로 오가면서 모두 134경기에 뛰었다. 6월 19일 몬트리올 엑스포스와의 경기에서 팀은 17-14로 패했으나 우리베 혼자서 7타점(화이트삭스 한 경기 개인 최다 타점 기록에 1점이 부족)을 기록했다. 만루시 타율 (.566), 득점권 타율 (.340), 타율 (.283), 홈런 (23), 타점 (74), 안타 (142), 득점 (82) 등 여러 타격 부문에서 커리어 하이를 기록했다. 원정에서 타율 .248과 7홈런을 기록한 데 비해서 홈에서 .315의 타율과 6홈런으로 활약이 더 좋았다. 시즌 후인 12월 16일 2008년까지 계약을 연장하기로 합의했다.

#### 2005년: 월드 시리즈
2005년 호세 발렌틴이 타팀으로 이적하면서 주전 유격수 자리로 풀타임을 뛰었다. 잔부상에 시달리면서도 146경기에 출전, 타율 .252와 121안타, 23 2루타, 16홈런, 74타점을 기록했다. 아메리칸 리그 디비전 시리즈(ALDS) 1차전에서 홈런을 쳐내고 3타점을 올리며 팀이 보스턴 레드삭스를 14-2로 대파하는 데 한몫했다. 2005년 월드 시리즈에서 마지막 아웃 카운트 2개는 우리베의 손을 거쳤다. 먼저 파울 타구를 쫓아가 3루 관중석으로 고꾸라지면서 잡은 뒤, 휴스턴 애스트로스의 오를란도 팔메이로가 친 3루쪽 느린 땅볼을 몸의 균형을 잃은 상태로 러닝 스로로 1루로 던져 아웃시켰다. 이로써 화이트삭스는 팀 역사상 88년만에 처음으로 타이틀을 차지했다.

#### 2006년
7월 2일 시카고 컵스와의 경기에서 5타점을 올렸고, 팀은 5-11로 패했다. 이틀 뒤 경기에서 다시 5타점을 올리는 활약을 펼쳐 팀이 볼티모어 오리올스를 13-0으로 대파하는 데 이바지했다. 2006년 타율 .235, 21홈런과 71타점으로 파워를 과시했지만, 출루율이 커리어 로우인 .257를 기록했다. 이로 인해 선발 유격수 자리를 종종 알렉스 신트론에게 빼앗겼고, 부상 또한 발목을 잡으며 10경기를 결장했다. 팀내 희생타 1위를 기록했으며 수비율 .977로 아메리칸 리그 4위에 올랐다. 또한 데릭 지터, 미겔 테하다, 에드가 렌테리아, 마이클 영과 함께 2004년부터 2006년까지 메이저 리그에서 3년 연속 70타점 이상을 올린 유격수였다.

#### 2007년
9월 29일 페르난도 로드니로부터 볼넷 밀어내기 타점을 얻어내며 팀이 디트로이트 타이거스를 상대로 3-2로 승리했다. 2007년 150경기에 나서며 타율 .234와 120안타, 18 2루타, 20홈런, 68타점을 기록했다. 수비율 리그 2위(.976)를 기록했지만, 득점권 타율이 .198에 머물렀다. 화이트삭스가 우리베의 옵션을 거부했으나 11월 7일 450만 달러의 1년 계약에 합의했다.

#### 2008년
2008년 시즌에 들어서며 화이트삭스는 오를란도 카브레라를 영입했고, 우리베는 스프링 트레이닝에서 알렉세이 라미레즈, 대니 리차, 파블로 오즈나와 함께 경쟁했다. 그 결과 2루수 주전을 차지했지만 5월에 당한 부상으로 라미레즈에게 자리를 내주었다. 하지만 조 크리디의 부상으로 일주일 동안 조시 필즈가 그 자리를 메꾸게 되면서 8월 1일 우리베가 필즈를 대신해 3루를 맡았다. 시즌 110경기(324타수)에서 80안타, 22 2루타, 7홈런, 40타점을 기록했다. 10월 30일 자유 계약 선수로 등록되었다.
화이트삭스에서 뛰면서 재능이 있는 선수로 평가받았고 특히 수비가 능숙하고 한 방이 있는 선수였다. 하지만 낮은 출루율로 아지 기옌 화이트삭스 감독에게서 비판을 듣는 등 분명한 단점도 드러냈다.

### 샌프란시스코 자이언츠

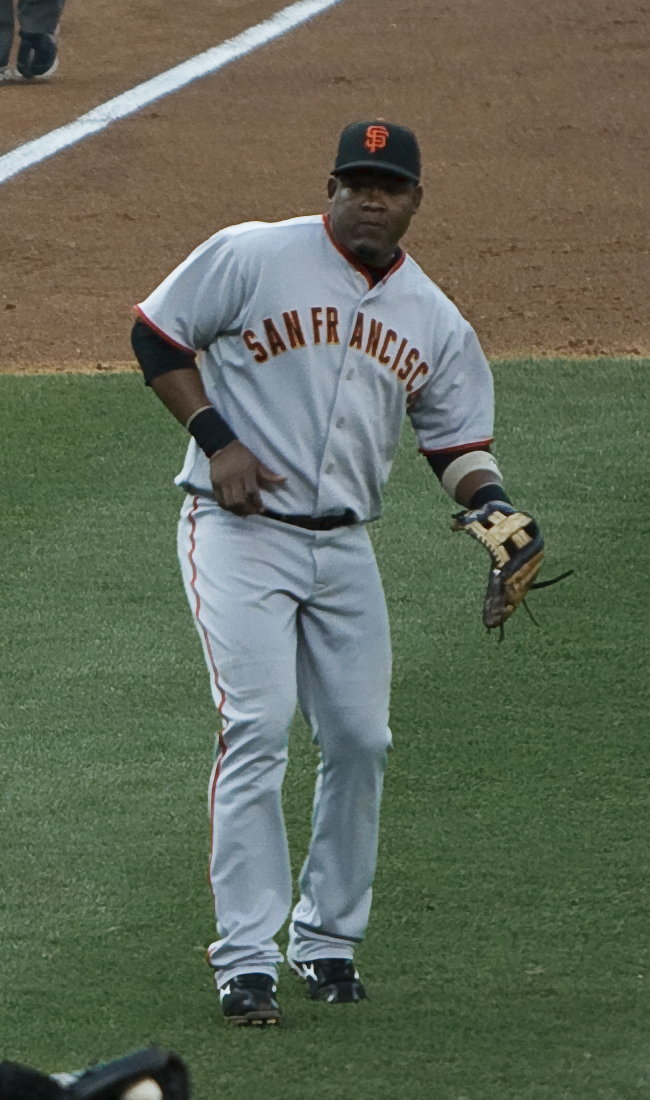
2009년 6월 당시의 모습.

#### 2009년
2009년 1월 29일, 샌프란시스코 자이언츠와 마이너 계약을 맺었다. 하지만 4월 4일에 발표된 자이언츠 최종 개막 로스터에서 유틸리터 플레이어로 포함되었고, 결국 시즌에 들어서는 2루수, 유격수, 3루수로 자주 선발로 출전했다. 7월 10일 샌디에이고와의 경기에서 자이언츠 선발 조너선 산체스가 주자를 한 명도 출루시키지 않는 퍼펙트 투구를 펼치고 있었으나, 8회 1사에서 우리베가 땅볼을 더듬으면서 체이스 헤들리를 1루로 출루시키는 실책을 범해 많은 팬들의 비난을 받았다. 실책이 아니었으면 2004년 랜디 존슨 이후로 나오지 않던 퍼펙트 게임이 될 뻔했던 경기였다. 하지만 산체스가 이후 나머지 5타자를 연속으로 아웃시키며 노히트 노런을 달성했다. 이는 1990년 테리 멀홀랜드의 노히터 이후에 무안타, 무볼넷, 상대 타자 전원 무안타를 기록하고도 퍼펙트 게임을 기록하지 못한 첫 경기였다. 이번 시즌 112경기(398타수) 타율 .289(메이저 커리어 하이), 115안타, 26 2루타, 16홈런, 55타점을 기록했다.

#### 2010년: 월드 시리즈
2010년 시즌 자이언츠와 325만 달러 1년 재계약을 했다. 프레디 산체스가 부상을 당해 자이언츠의 주전 2루수로 시즌을 시작했다. 5월 초에는 렌테리아의 부상으로 유격수로 보직을 옮겼고, 시즌이 끝날 때까지 그 자리를 지켰다. 9월 5일 로스앤젤레스 다저스를 상대로 한 경기에서 팀이 4-3으로 지고 있는 상황에서 조너선 브록스턴을 상대로 역전 결승 투런 홈런을 때려 팀의 5-4 승리를 도왔다. 9월 23일, 컵스와의 경기에서 2회에만 라이언 뎀스터를 상대로 투런 홈런과 그랜드 슬램을 쳐내며 총 6타점을 올려 팀이 13-0으로 대승하는데 크게 기여했다.
시즌 최종 성적은 .256의 타율, 커리어 하이 24홈런, 커리어 하이 85타점이다. 521타수 129안타를 기록해 통산 1000안타를 넘어섰다. 또한 24개의 2루타와 2개의 3루타를 기록했다. 필라델피아 필리스와 맞붙은 내셔널 리그 챔피언십 시리즈(NLDS)에서, 10월 20일 4차전 로이 오스왈트를 상대로 끝내기 희생 플라이를 쳐내 팀의 6-5 승리를 이끌었다. 10월 23일 열린 6차전에서는 8회초 라이언 매드슨을 상대로 앞서가는 솔로 홈런을 쳐냈고, 이 덕분에 팀은 3-2로 승리해 월드 시리즈에 진출했다. 텍사스 레인저스와 맞붙은 월드 시리즈에서, 10월 27일 1차전 대런 오데이를 상대로 팀의 11-7 승리에 결정적인 3점 홈런을 날렸다. 제2차전에서, 7회 C. J. 윌슨을 상대로 2-0으로 리드를 벌리는 1타점과 8회 때 1타점 추가 팀이 9-0으로 대승하는 데 힘을 보탰다. 5차전까지 가는 승부 끝에 자이언츠가 우승을 차지했고, 우리베 개인으로서도 두 번째 우승이었다.

### 로스앤젤레스 다저스

#### 2011년
2010년 시즌 후, 로스앤젤레스 다저스와 3년 계약을 맺었다. 다저스에서의 첫 시즌은 우리베에게 있어서 최악의 시즌 중 하나였다. 두 번이나 부상자 명단에 올랐으며 2001년 이후 최저인 77경기에 근근히 출전했다. 시즌 타율 .204, 4홈런, 28타점만을 기록한 커리어 로우 시즌이었다. 7월 30일 복통으로 인해 15일 부상자 명단에 올랐다. 15일을 채운 뒤에 복귀할 것으로 예상됐지만, 부상은 나아지지 않았고, 결국 스포츠 탈장인 것으로 밝혀져 수술을 받아야 했다.

#### 2012년

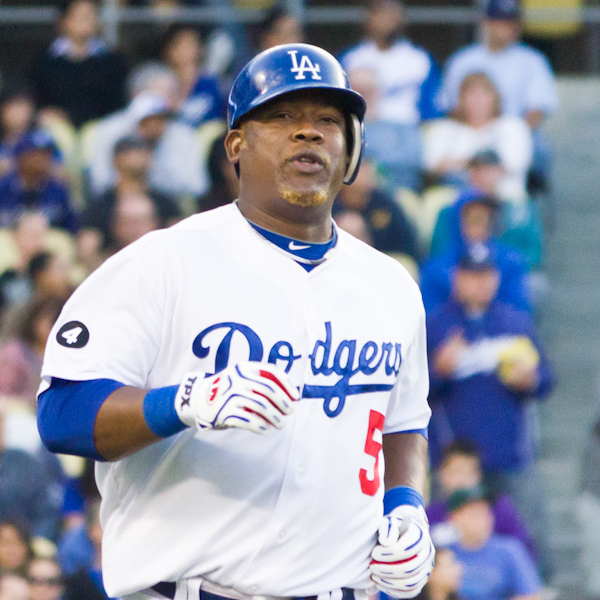
다저스 시절의 우리베.

2012년 시즌에 들어서 우리베의 건강 상태는 전에 비해 나아졌지만 성적은 전년과 비교해 변한 것이 없었다. 5월 14일부터 6월 10일까지 왼쪽 손목 부상으로 부상자 명단에 올랐다. 6월 이후에 주전 자리를 잃었고 후반 절반 시즌 동안 대타에 머물렀다. 66경기에만 출전해 .191이라는 커리어 로우 타율을 기록했으며, 2홈런 17타점을 기록했다.

#### 2013년
2013년 유틸리티 플레이어로 시즌을 시작했다. 하지만 자주 3루수로 선발 라인업에 이름을 올렸고, 6월이 돼서는 자리를 완전히 차지했다. 7월 5일에 한 경기 7타점을 올렸고 사이클링 히트에 단타가 부족했다. 팀은 10-2로 대승을 거뒀다. 9월 9일 애리조나 다이아몬드백스를 상대로 3타석 연속 홈런을 포함해 4타수 4안타를 기록했다. 이는 개인 첫 메이저 한 경기 3홈런 경기였다. 2013년 시즌 다저스에서 총 132경기를 뛰었는데, 첫 두 시즌 출장 수(143)를 합친 것과 비슷했다. 타율 .278, 12홈런, 50타점을 기록했다. 2013년 시즌 우리베에게 있어 최고의 순간은 10월 7일 개최된 내셔널 리그 디비전 시리즈 4차전에서 애틀란타 브레이브스를 상대로 8회에 극적인 투런 홈런으로 4-3으로 전세를 역전시켰을 때이다. 이 홈런은 결승 홈런이 되었고 팀 다저스는 브레이브스를 시리즈 전적 3-1로 꺾고 챔피언십 시리즈에 진출했다.
비시즌인 12월 14일 우리베는 다저스와 2년 1500만 달러 계약 연장에 합의했다.

#### 2014년
재기에 성공한 우리베는 2014년 시즌에도 활약을 이어가며 103경기에서 .311의 타율, 9홈런, 54타점을 기록했다. 그라운드 안에서 뿐만 아니라 클럽하우스에서도 팀 케미스트리를 이끄는 선수였다. 팀 전통에 따라 정규 시즌 마지막 경기에서 일일 감독을 맡았고, 팀은 10-5로 승리했다.

#### 2015년
2015년 시즌이 시작되었으나 페이스가 더뎠고, 주전 경쟁에서도 저스틴 터너와 알렉스 게레로에게 밀렸다. 29경기에서 타율 .247, 1홈런 6타점을 기록했다.

### 애틀랜타 브레이브스
2015년 5월 27일, LA 다저스의 후안 우리베, 크리스 위스로와 애틀랜타 브레이브스의 알베르토 칼라스포, 에릭 스털츠, 이안 토마스, 후안 하이메를 서로 교환하는 2대4 트레이드가 단행되었다. 트레이드는 마침 다저 스타디움에서 치러진 양 팀간의 3연전 중에 이루어졌고, 그 중 마지막 경기에서 애틀란타 유니폼으로 갈아입고 등장한 우리베는 3타수 무안타를 기록했지만 팀은 승리했다. 이적 후 기분이 어떻냐는 기자의 질문에 "트레이드 때문에 마음이 상하거나 하진 않았어요. 만일 다저스가 나를 축구팀이나 농구팀으로 트레이드시켰다면야 속상했겠지요."라고 답했다. 트레이드로 유니폼을 갈아입은 이후에도 다저스에서의 인기는 여전해서 예정되어 있던 버블헤드 나이트 행사가 그대로 진행되었다.

### 뉴욕 메츠

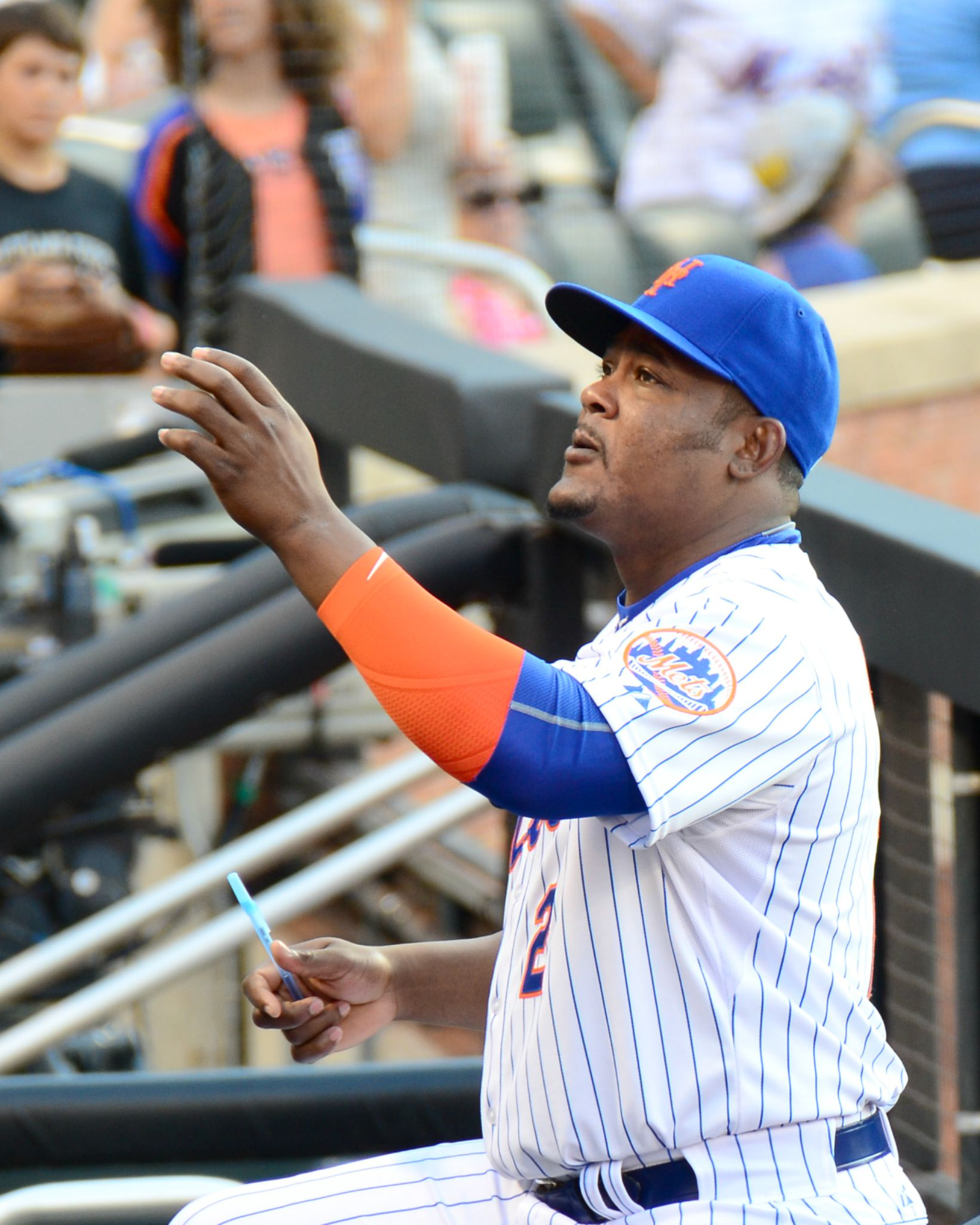
트레이드 다음날인 2015년 7월 25일 메츠 유니폼을 입은 우리베

2015년 7월 24일, 애틀란타 브레이브스는 존 갠트와 롭 왈렌을 받고 우리베를 켈리 존슨과 함께 뉴욕 메츠로 보냈다. 이적한 뒤 두 번째로 출전한 경기에서 로스앤젤레스 다저스를 상대로 10회에 3-2를 만드는 끝내기 홈런을 쳐냈다. 9월에 당한 가슴 타박상으로 인해 소속팀의 내셔널 리그 디비전 시리즈와 내셔널 리그 챔피언십 시리즈에 출전하지 못했지만, 월드 시리즈 로스터에 포함되어 3차전 6회에 대타로 경기에 나서 1타점 적시타를 쳐냈다. 하지만 소속팀 뉴욕 메츠는 5차전까지 가는 승부 끝에 캔자스시티 로열스에 시리즈를 내주고 말았다.

### 클리블랜드 인디언스
2016년 시즌 스프링 트레이닝 시작 직전에 우리베는 클리블랜드 인디언스 구단과 1년 400만 달러의 계약을 맺었다. 2016년 6월 12일, 애너하임에서의 경기에서 우리베는 마이크 트라우트의 171 km/h(106mph)에 달하는 땅볼 타구에 사타구니를 맞고 경기장 밖으로 실려 나갔고, 이후 고환 타박상 진단을 받았다. 같은 해 8월 1일 소속팀은 우리베를 지명할당했으며, 8월 5일에는 그를 방출했다.

## 개인적인 삶
도미니카 공화국 바니에서 태어났으며, 아나와 결혼했다. 둘은 후안 루이스, 후아니, 하니, 호아니, 이렇게 네 자녀를 두고 있다. 엘피이오라는 이름의 형이 있다. 영어가 그렇게 능숙한 편이 아니기 때문에 인터뷰 시에는 항상 통역을 대동한다. 비 시즌 기간인 겨울에는 매년 고향 도미니카 공화국으로 돌아가 윈터 리그에 참가한다. 지금까지 많은 자선 단체에 기부를 해왔는데, 2004년에는 골든 애플 파운데이션 버스에서 아이들에게 책을 읽어주는 프로그램에 참여했고, 미국 군인 자녀의 컬러링 콘테스트에도 참여했었다.

### 총격 혐의
2006년 10월 고향 도미니카 공화국에서 총격을 가한 혐의를 받았다. 안토니오 곤잘레스라는 이름의 농부가 공기총에 맞아 부상당했다며 그를 고소했다. 우리베가 그 사건에 관련이 있다는 어떤 명확한 증거도 없다는 지방 검찰의 주장에도 불구하고 도미니카 당국이 사건을 재조사하기로 결정하면서, 우리베는 출국 금지를 당했고 2007년 1월 5일에 사건이 종결되기 전까지 매달 15일과 30일에 법원에 출두하라는 명령을 받았다. 우리베는 계속해서 사건과 아무 관련이 없음을 주장하면서, 법정 절차가 끝날 때까지 야구를 못하게 될 것을 우려했다. 우리베는 법정에서 자신이 이길 것이라고 자신했고, 소속팀 화이트삭스는 그가 스프링 트레이닝에 참여할 수 있을 것으로 보았다. 2월 달이 되어서 그가 사건과 아무런 관련이 없음이 밝혀졌으며, 법원은 더 이상 법정에 출두할 필요가 없다고 명령했다. 우리베는 이 사건을 두고 '블랙메일'(blackmail)라는 표현을 쓰면서 돈을 뜯어가려는 노림수에 당한 것이라고 말했다.

## 연도별 성적
| 연 도      | 소 속      | 경 기 | 타 석 | 타 수 | 득 점 | 안 타 | 2 루 타 | 3 루 타 | 홈 런 | 루 타 | 타 점 | 도 루 | 도 루 자 | 희 생 번 | 희 생 플 | 볼 넷 | 고 4 | 사 구 | 삼 진 | 병 살 타 | 타 율 | 출 루 율 | 장 타 율 | O P S |
| ---------- | ---------- | ----- | ----- | ----- | ----- | ----- | ------- | ------- | ----- | ----- | ----- | ----- | -------- | -------- | -------- | ----- | ---- | ----- | ----- | -------- | ----- | -------- | -------- | ----- |
| 2001년     | COL        | 72    | 283   | 273   | 32    | 82    | 15      | 11      | 8     | 143   | 53    | 3     | 0        | 0        | 0        | 8     | 1    | 2     | 55    | 6        | .300  | .325     | .524     | .849  |
| 2002년     | COL        | 155   | 618   | 566   | 69    | 136   | 25      | 7       | 6     | 193   | 49    | 9     | 2        | 7        | 6        | 34    | 1    | 5     | 120   | 17       | .240  | .286     | .341     | .627  |
| 2003년     | COL        | 87    | 343   | 316   | 45    | 80    | 19      | 3       | 10    | 135   | 33    | 7     | 2        | 6        | 1        | 17    | 0    | 3     | 60    | 3        | .253  | .297     | .427     | .724  |
| 2004년     | CWS        | 134   | 553   | 502   | 82    | 142   | 31      | 6       | 23    | 254   | 74    | 9     | 11       | 11       | 5        | 32    | 1    | 3     | 96    | 10       | .283  | .327     | .506     | .833  |
| 2005년     | CWS        | 146   | 540   | 481   | 58    | 121   | 23      | 3       | 16    | 198   | 71    | 4     | 6        | 11       | 10       | 34    | 0    | 4     | 77    | 7        | .252  | .301     | .412     | .712  |
| 2006년     | CWS        | 132   | 495   | 463   | 53    | 109   | 28      | 2       | 21    | 204   | 71    | 1     | 1        | 9        | 7        | 13    | 1    | 3     | 82    | 10       | .235  | .257     | .441     | .698  |
| 2007년     | CWS        | 150   | 563   | 513   | 55    | 120   | 18      | 2       | 20    | 202   | 68    | 1     | 9        | 7        | 5        | 34    | 2    | 4     | 112   | 6        | .234  | .284     | .394     | .678  |
| 2008년     | CWS        | 110   | 353   | 324   | 38    | 80    | 22      | 1       | 7     | 125   | 40    | 1     | 3        | 5        | 1        | 22    | 0    | 1     | 64    | 5        | .247  | .296     | .386     | .682  |
| 2009년     | SF         | 122   | 432   | 398   | 50    | 115   | 26      | 4       | 16    | 197   | 55    | 3     | 1        | 3        | 5        | 25    | 2    | 1     | 82    | 7        | .289  | .329     | .495     | .824  |
| 2010년     | SF         | 148   | 575   | 521   | 64    | 129   | 24      | 2       | 24    | 229   | 85    | 1     | 2        | 0        | 5        | 45    | 6    | 4     | 92    | 20       | .248  | .310     | .440     | .749  |
| 2011년     | LAD        | 77    | 295   | 270   | 21    | 55    | 12      | 0       | 4     | 79    | 28    | 2     | 0        | 0        | 2        | 17    | 2    | 6     | 60    | 12       | .204  | .264     | .293     | .557  |
| 2012년     | LAD        | 66    | 179   | 162   | 15    | 31    | 9       | 0       | 2     | 46    | 17    | 0     | 1        | 1        | 1        | 13    | 0    | 2     | 37    | 6        | .191  | .258     | .284     | .542  |
| 2013년     | LAD        | 132   | 426   | 388   | 47    | 108   | 22      | 2       | 12    | 170   | 50    | 5     | 0        | 3        | 3        | 30    | 3    | 2     | 81    | 12       | .278  | .331     | .438     | .769  |
| 2014년     | LAD        | 103   | 404   | 386   | 36    | 120   | 23      | 0       | 9     | 170   | 54    | 0     | 1        | 0        | 2        | 15    | 2    | 1     | 77    | 15       | .311  | .337     | .440     | .777  |
| 2015년     | LAD        | 29    | 87    | 81    | 6     | 20    | 2       | 0       | 1     | 25    | 6     | 1     | 0        | 0        | 1        | 5     | 0    | 0     | 9     | 5        | .247  | .287     | .309     | .596  |
| 2015년     | ATL        | 46    | 167   | 151   | 17    | 43    | 6       | 0       | 7     | 70    | 17    | 1     | 0        | 0        | 0        | 15    | 2    | 1     | 37    | 5        | .285  | .353     | .464     | .817  |
| 2015년     | NYM        | 44    | 143   | 128   | 17    | 28    | 9       | 0       | 6     | 55    | 20    | 0     | 0        | 0        | 0        | 14    | 1    | 1     | 34    | 2        | .219  | .301     | .430     | .730  |
| '15년 합계 | NYM        | 119   | 397   | 360   | 40    | 91    | 17      | 0       | 14    | 150   | 43    | 2     | 0        | 0        | 1        | 34    | 3    | 2     | 80    | 12       | .253  | .320     | .417     | .737  |
| 2016년     | CLE        | 73    | 259   | 238   | 19    | 49    | 9       | 0       | 7     | 79    | 25    | 0     | 0        | 0        | 3        | 15    | 1    | 3     | 49    | 6        | .206  | .259     | .332     | .591  |
| 통산：16년 | 통산：16년 | 1826  | 6715  | 6161  | 724   | 1568  | 323     | 43      | 199   | 2574  | 816   | 48    | 39       | 63       | 57       | 388   | 25   | 46    | 1224  | 154      | .255  | .301     | .418     | .719  |